# Kabinett Uluots

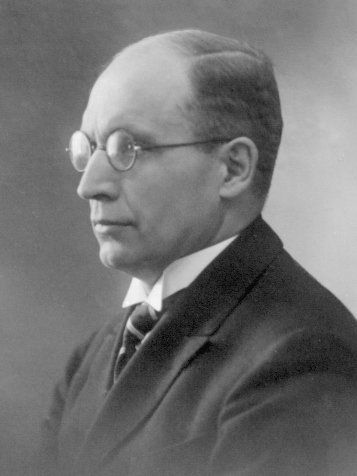
Jüri Uluots

Regierung der Republik Estland unter Ministerpräsident Jüri Uluots (Kabinett Uluots). Amtszeit: 12. Oktober 1939 bis 21. Juni 1940.

## Regierung
Die Regierung Uluots war nach offizieller Zählung die 27. Regierung der Republik Estland seit Ausrufung der staatlichen Unabhängigkeit 1918. Sie blieb 254 Tage im Amt.
Am 21. Juni 1940 besetzte die Rote Armee Estland. Damit war die Regierung nicht mehr in der Lage, die Staatsgewalt in Estland auszuüben. Durch eine Flucht nach Schweden konnte Uluots als einziges Regierungsmitglied seiner Verhaftung entkommen. Bis auf ihn und Bildungsminister Kogerman starben alle Kabinettsmitglieder zwischen Juli 1941 und September 1943. Kogerman überlebte die Deportation ins Innere Russlands und starb 1951.

## Kabinett
| Ressort                 | Name           | Amtszeit              |
| ----------------------- | -------------- | --------------------- |
| Ministerpräsident       | Jüri Uluots    | 12.10.1939–21.06.1940 |
| Außenminister           | Ants Piip      | 12.10.1939–21.06.1940 |
| Innenminister           | August Jürima  | 12.10.1939–21.06.1940 |
| Gerichtsminister        | Albert Assor   | 12.10.1939–21.06.1940 |
| Landwirtschaftsminister | Artur Tupits   | 12.10.1939–21.06.1940 |
| Bildungsminister        | Paul Kogerman  | 12.10.1939–21.06.1940 |
| Wirtschaftsminister     | Leo Sepp       | 12.10.1939–21.06.1940 |
| Kriegsminister          | Nikolai Reek   | 12.10.1939–21.06.1940 |
| Verkehrsminister        | Nikolai Viitak | 12.10.1939–21.06.1940 |
| Sozialminister          | Oskar Kask     | 12.10.1939–21.06.1940 |
| Minister                | Ants Oidermaa  | 12.10.1939–21.06.1940 |

## Ende der Republik
Im geheimen Zusatzprotokoll zum deutsch-sowjetischen Nichtangriffspakt („Hitler-Stalin-Pakt“) vom 23. August 1939 teilten das nationalsozialistische Deutschland und die Sowjetunion Osteuropa in Interessenssphären auf. Unter anderem fielen Estland, Lettland, Finnland und später auch Litauen der sowjetischen Interessenssphäre zu.
Unter der Androhung militärischer Gewalt stimmten die Regierungen Estlands, Lettlands und Litauens im Herbst 1939, nach dem sowjetischen Überfall auf Polen, der Stationierung von Truppen der Roten Armee in ihren Ländern zu. Die Stationierungen blieben zunächst auf bestimmte Basen beschränkt. Finnland, das dem Druck aus Moskau nicht nachgeben wollte, wurde im November 1939 von der Sowjetunion im „Winterkrieg“ überfallen.
Stalin griff trotz der in Estland stationierten Truppen bis Mitte 1940 nicht in die estnische Innenpolitik ein. Am 17. Juni 1940 übernahm jedoch die Rote Armee die Macht in ganz Estland. Die estnischen Streitkräfte wurden entwaffnet, über 100.000 sowjetische Soldaten wurden in ganz Estland stationiert. Als Abgesandter Stalins übernahm sein Vertrauter Andrei Schdanow de facto die Macht im Land. Die Weltpolitik war durch den deutschen Überfall auf Frankreich, Belgien, die Niederlande und Luxemburg (10. Mai bis 25. Juni 1940) abgelenkt und schenkte dem Baltikum nur geringe Aufmerksamkeit.
Am 21. Juni 1940 inszenierte die sowjetische Besatzungsmacht Demonstrationen, die die Absetzung der „bürgerlichen“ Regierung Uluots forderten. Am selben Tag ernannte der estnische Staatspräsident Konstantin Päts auf Druck Moskaus den estnischen Schriftsteller Johannes Vares zum Ministerpräsidenten sowie eine linksgerichteten Moskauer Marionettenregierung aus Intellektuellen und Mitgliedern der Arbeiterbewegung. Die Namensliste war von den sowjetischen Behörden vorgegeben.
Die neue Regierung Vares trat ihr Amt mit der Vereidigung durch Staatspräsident Päts am 22. Juni 1940 an. Päts wurde im Juli mit seiner Frau ins Innere der Sowjetunion deportiert. Am 6. August 1940 wurde Estland als Estnische SSR der Sowjetunion einverleibt.

## (Exil-)Regierung
Ministerpräsident Uluots gelang es als einzigem Regierungsmitglied, seiner Verhaftung zu entgehen. Er floh im September 1944 ins Exil nach Stockholm. Dort starb er im Januar 1945 an Krebs.
Die estnischen Staatsrechtler erkennen die Ernennung von Johannes Vares zum Ministerpräsidenten am 21. Juni 1940 nicht an, da sie auf Druck der sowjetischen Armee zustande gekommen war. Weil Staatspräsident Päts unter Hausarrest der sowjetischen Behörden stand und später deportiert wurde, fiel Uluots ab dem 21. Juni 1940 staatsrechtlich die Vertretung des Staatspräsidenten zu.
Am 18. September 1944, in den letzten Tagen der nationalsozialistischen Besetzung Estlands und dem Rückzug der deutschen Truppen, ernannte Uluots als geschäftsführender Staatspräsident den estnischen Politiker Otto Tief zum Vertreter des Ministerpräsidenten und eine neue Regierung. Tief wurde jedoch am 10. Oktober 1944 von den ins Baltikum vorrückenden sowjetischen Truppen verhaftet und zu zehn Jahren Arbeitslager verurteilt.
Nach Uluots' Tod am 9. Januar 1945 übernahm August Rei das Amt des „Ministerpräsidenten mit den Aufgaben des Staatspräsidenten“ (Peaminister Vabariigi Presidendi ülesandeis) als verfassungsgemäßes Staatsoberhaupt der Republik Estland. Rei, der im Kabinett Tief das Amt des Außenministers wahrnahm, war bereits 1940 nach Schweden geflohen und lebte dort bis zu seinem Tod 1963 im Exil.